# 1001 Spikes
1001 Spikes är ett plattformsspel som utvecklats av 8bits Fanatics, och publicerats av Nicalis. Det var ursprungligen betecknad Aban Hawkins & 1001 Spikes. Spelets mål är att undslippa en farlig miljö och kämpa för att nå slutet utan att bli spetsad av spikar och många andra faror. Under de många resorna blir spelet alltmer utmanande. 
Spelet släpptes internationellt 3 juni 2014 till Microsoft Windows, macOS, Linux och Xbox One. En utgåva till Nintendo Switch släpptes 2017.